# Tedzs Benszúla
Tedzs Benszúla (Tesszala, 1954. december 1. – ) algériai válogatott labdarúgó, edző.

## Pályafutása

### Klubcsapatban
1970 és 1977 között az US Hammám Bú Hadzsár, 1977 és 1983 között az MC Orán csapatában játszott. 1984 és 1987 között Franciaországban az Le Havre és az USL Dunkerque játékosa volt.

### A válogatottban
1979 és 1986 között 52 alkalommal szerepelt az algériai válogatottban és 20 gólt szerzett. Részt vett az 1980. évi nyári olimpiai játékokon, az 1982-es és az 1986-os világbajnokságon, az 1980-as, az 1984-es és az 1986-os afrikai nemzetek kupáján.

### Edzőként
1999, illetve 2001 és 2002 között az algériai válogatott szövetségi kapitánya volt.

## Sikerei, díjai
Le Havre
- Francia másodosztály győztese (1): 1984–85

Algéria
- Afrikai nemzetek kupája döntős (1): 1980